# Jvcki Wai
У цьому корейському імені прізвище (Хон) стоїть перед особовим ім'ям.
Хон Єин (кор. 홍예은; нар. 5 липня 1996), більше відома як Jvcki Wai (кор. 재키와이) — південнокорейська реперка. У 2018 році підписала контракт із лейблом Indigo Music та випустила дебютний студійний альбом Enchanted Propaganda. У 2021 співачка виграла у номінації «Колаборація року» на Korean Hip-hop Awards із піснею «Fadeaway».

## Раннє життя
Хон Єин народилася 5 липня 1996 року. Вона з дитинства планувала стати співачкою-сонграйтеркою. Згодом вона захопилася хіп-хопом. У 2013 вона виграла у «Galmighty», змаганнях жіночого репу, заснованих репером Fana.

## Кар'єра

### 2016-2019: Підписання контракту з Indigo Music
У 2016 співачка випускає дебютний мініальбом Exposure. А вже у 2017 році другий мініальбом Neo Eve. У січні 2018 Jvcki Wai підписує контракт з лейблом Indigo Music. Того ж року у липні виходить її перший студійний альбом Enchanted Propaganda. В січні 2019 у Джекі вийшов сингл «Dding» з реперами Ян Хонвон, Osshun Gum, та Han Yo-han, який отримав визнання критиків. У жовтні 2019 реперка заявила, що пішла з Indigo Music, її контракт закінчився.

### 2020-досьогодні: Підписання контракту з AOMG
У 2020 Jvcki Wai випустила сингл «Fadeaway» з Coogie, Paloalto, The Quiett, та Bassagong, який пізніше виграв у номінації «Колаборація року» на Korean Hip-hop Awards. У 2022 дівчина підписала контракт з AOMG.

## Артистизм
Джекі заслужила увагу через її унікальний реп стиль та тексти пісень, де вона співає про життя як жінки. Вона бере натхнення навколо будь-чого, що відбувається в суспільстві.

## Дискографія

### Студійні альбоми
| Назва                | Деталі альбому | Пікова позиція в чартах |
| Назва                | Деталі альбому | KOR                     |
| -------------------- | --- | ----------------------- |
| Enchanted Propaganda | - Реліз: 6 липня 2018 - Лейбл: Indigo Music - Формат: CD, цифрове завантаження Список треків 1. «SPIKA» 2. «Life Disorder» 3. «dOgMa» 4. «Digital Camo» 5. «Enchanted Propaganda» 6. «HATE Generation» 7. «NeoClear» 8. «Anti-» 9. «Capitalism» 10. «War Is Ready» | 63                      |

### Мініальбоми
| Назва    | Деталі альбому |
| -------- | --- |
| Exposure | - Реліз: 2 листопада 2016 - Лейбл: The Ugly Junction - Формат: CD, цифрове завантаження Список треків 1. «A Signal/Analyzer» 2. «Lo-Fi» 3. «EXPOSURE» feat. PNSB 4. «Out Of Frame» 5. «Back To What» |
| Neo Eve  | - Реліз: 20 грудня 2017 - Лейбл: Stoneship - Формат: CD, цифрове завантаження Список треків 1. «Anarchy» 2. «No Maria But A Human» 3. «RIB» 4. «To. Lordfxxker» 5. «EvEry Breath»                    |

### Сингли
| Назва | Рік                    | Пікова позиція в чартах | Альбом                                      |
| Назва | Рік                    | KOR                     | Альбом                                      |
| Як головний виконавець | Як головний виконавець | Як головний виконавець  | Як головний виконавець                      |
| --- | ---------------------- | ----------------------- | ------------------------------------------- |
| «Exposure» feat. PNSB | 2016                   | —                       | Exposure                                    |
| «Anarchy» | 2017                   | —                       | Neo Eve                                     |
| «Enchanted Propaganda» | 2018                   | —                       | Enchanted Propaganda                        |
| «Go Back» | 2022                   | —                       | Реліз без альбому                           |
| Колаборації |                        |                         |                                             |
| «119 REMIX» (різні виконавці) | 2017                   | —                       | Реліз без альбому                           |
| «Buru Star» з NO:EL, Kid Milli, Ян Хон Вон                                                                                           | 2018                   | —                       | IM                                          |
| «Work Out» з Kid Milli, NO:EL, Ян Хон Вон, Swings                                                                                    | 2018                   | —                       | IM                                          |
| «Hyperreal» з Kid Milli, Swings | 2018                   | —                       | IM                                          |
| «180409» з Justhis, Kid Milli | 2018                   | —                       | IM                                          |
| «Beluga» з Kid Milli | 2018                   | —                       | Maiden Voyage III                           |
| «KOCEAN» з Kid Milli | 2018                   | —                       | Maiden Voyage III                           |
| «Dding» (띵) з Ян Хон Вон, Osshun Gum, Han Yo-han                                                                                    | 2019                   | 3                       | Реліз без альбому                           |
| «IMJMWDP» (Produced by Giriboy) з Giriboy, NO:EL, Black Nut, Ян Хон Вон, Osshun Gum, YUNHWAY, Justhis, Kid Milli, Han Yo Han, Swings | 2019                   | —                       | Реліз без альбому                           |
| Як запрошений виконавець |                        |                         |                                             |
| «Freak Show» FUTURISTIC SWAVER Feat. Jvcki Wai, Paloalto                                                                             | 2016                   | —                       | Futuristic Swaver Vs. The World             |
| «Paranoize» Eco Yard Feat. Swervy, Jvcki Wai                                                                                         | 2017                   | —                       | Реліз без альбому                           |
| «IZAKAYA» Kid Milli Feat. Jvcki Wai                                                                                                  | 2018                   | —                       | AI, THE PLAYLIST                            |
| «bird» Kid Milli Feat. Jvcki Wai | 2018                   | —                       | IMNOTSPECIAL                                |
| «Pure Cure» HD BL4CK Feat. Jvcki Wai                                                                                                 | 2018                   | —                       | Liberation                                  |
| «야 인마» SUPERBEE, twlv Feat. Jvcki Wai                                                                                             | 2018                   | —                       | 벼락부자애들                                |
| «#ALL4MYSELF» Lil Cherry Feat. YUNHWAY, Tommy Strate, Jito Mo, Jvcki Wai                                                             | 2018                   | —                       | SAUCE TALK                                  |
| «Amazing» UNEDUCATED KID Feat. Paul Blanco & Jvcki Wai                                                                               | 2018                   | —                       | UNEDUCATED WORLD                            |
| «Okay Cool» FUTURISTIC SWAVER Feat. Jvcki Wai                                                                                        | 2018                   | —                       | Futuristic Language                         |
| «stop talking!» Bryn Feat. Jvcki Wai                                                                                                 | 2018                   | —                       | Q                                           |
| «Makgeolli» (막걸리) Jeremy Que$t Feat. Young Savage Coco, Kitchen K, Jvcki Wai                                                      | 2018                   | —                       | Before the Quest                            |
| «DJ Light, DJ Wegun (Girls Around The World Mix)» KIRIN Feat. Jvcki Wai, Hoody, SUMIN                                                | 2018                   | —                       | Реліз без альбому                           |
| «Finish Line» Jay Park Feat. SUPERBEE & Jvcki Wai                                                                                    | 2018                   | —                       | Реліз без альбому                           |
| «Liquor» ZENE THE ZILLA Feat. Jvcki Wai                                                                                              | 2018                   | —                       | Do Not Call Me. I'm Flying                  |
| «heybrady!» BRADYSTREET Feat. Jvcki Wai                                                                                              | 2018                   | —                       | HE6RT TE6RS                                 |
| «FNTSY» So!YoON! Feat. Jvcki Wai | 2019                   | —                       | So!YoON!                                    |
| «WINNIN» (Produced By Panda Gomm) Leellamarz Feat. Jvcki Wai                                                                         | 2019                   | —                       | MARZ 2 AMBITION                             |
| «Don't Know» Jinbo Feat. Jvcki Wai                                                                                                   | 2019                   | —                       | SBS Hip Hop King - Nassna Street OST Part 1 |
| «SUNDAYSINNERS» STXXCH Feat. Jvcki Wai                                                                                               | 2019                   | —                       | Glitters of Blue                            |
| «GOTT» Simon D Feat. MOON, Woo & Jvcki Wai                                                                                           | 2019                   | 88                      | No Open Flames                              |
| «Daredevil» (천둥벌거숭이) Zico Feat. Jvcki Wai, Yumdda                                                                              | 2019                   | 20                      | THINKING Part.1                             |
| «Tiger Den» (호랑이소굴) Giriboy Feat. Jvcki Wai                                                                                     | 2019                   | 45                      | Реліз без альбому                           |
| «—» означає, що реліз не потрапив у чарти                                                                                            |                        |                         |                                             |

## Нагороди та номінації
| Нагороди              | Рік  | Номінант/робота         | Категорія                 | Результат | Прим.  |
| --------------------- | ---- | ----------------------- | ------------------------- | --------- | ------ |
| Melon Music Awards    | 2019 | «Dding»                 | Best Rap Track            | Номінація | [ 14 ] |
| Korean Hip-hop Awards | 2019 | «Enchanted Propagranda» | Hip-hop Track of the Year | Номінація | [ 15 ] |
| Korean Hip-hop Awards | 2021 | «Fadeaway»              | Collaboration of the Year | Перемога  | [ 16 ] |
| Korean Hip-hop Awards | 2021 | «Fadeaway»              | Music Video of the Year   | Номінація | [ 17 ] |